# Helicopelta helicopelta
Helicopelta helicopelta là một loài ốc biển, là động vật thân mềm chân bụng sống ở biển thuộc họ Addisoniidae.